# 長根町 (名古屋市)
長根町（ながねちょう）は、愛知県名古屋市緑区の町名。丁番を持たない単独町名である。住居表示未実施。

## 地理
名古屋市緑区の北部に位置し、東に鳴子町、西と南に鳴海町、北に古鳴海と接する。

## 歴史

### 町名の由来
鳴海町の小字名「長根」による。字名「長根」とは地形に由来するという。

### 沿革
- 1976年（昭和51年） - 鳴海町、鳴子町の各一部より長根町が成立[6]。
- 1984年（昭和59年） - 鳴海町、鳴子町の各一部を編入[6]。

## 世帯数と人口
2019年（平成31年）3月1日現在の世帯数と人口は以下の通りである。
| 町丁   | 世帯数  | 人口  |
| ------ | ------- | ----- |
| 長根町 | 339世帯 | 902人 |

### 人口の変遷
国勢調査による人口の推移
| 1995年（平成7年）  | 518人 | [ 7 ]  |  |
| 2000年（平成12年） | 541人 | [ 8 ]  |  |
| 2005年（平成17年） | 734人 | [ 9 ]  |  |
| 2010年（平成22年） | 780人 | [ 10 ] |  |
| 2015年（平成27年） | 784人 | [ 11 ] |  |

## 学区
市立小・中学校に通う場合、学校等は以下の通りとなる。また、公立高等学校に通う場合の学区は以下の通りとなる。
| 番・番地等 | 小学校                 | 中学校                 | 高等学校 |
| ---------- | ---------------------- | ---------------------- | -------- |
| 全域       | 名古屋市立長根台小学校 | 名古屋市立鳴子台中学校 | 尾張学区 |

## その他

### 日本郵便
- 郵便番号 : 458-0046[3]（集配局：緑郵便局[14]）。